# Acroloxus coloradensis
Acroloxus coloradensis är en snäckart som först beskrevs av J. Henderson 1930.  Acroloxus coloradensis ingår i släktet Acroloxus och familjen dammhättesnäckor. IUCN kategoriserar arten globalt som sårbar. Inga underarter finns listade i Catalogue of Life.